# Округ Џајлс (Вирџинија)
Џајлс (енгл. Giles County) је округ у америчкој савезној држави Вирџинија.

## Демографија
По попису из 2010. године број становника је 17.286, што је 629 (3,8%) становника више него 2000. године.
| Група             | 2000.          | 2010.          |
| Белци             | 16.141 (96,9%) | 16.580 (95,9%) |
| Афроамериканци    | 263 (1,6%)     | 261 (1,5%)     |
| Азијати           | 31 (0,2%)      | 55 (0,3%)      |
| Хиспаноамериканци | 105 (0,6%)     | 209 (1,2%)     |
| Укупно            | 16.657         | 17.286         |